# Xã Center, Quận Monroe, Ohio
Xã Center (tiếng Anh: Center Township) là một xã thuộc quận Monroe, tiểu bang Ohio, Hoa Kỳ. Năm 2010, dân số của xã này là 3.647 người.